# Gioia Marzocchi
Gioia Marzocchi (Roma, 27 dicembre 1980) è una conduttrice televisiva e attrice italiana.

## Biografia
Laureata in scienze politiche all'Università degli Studi Roma Tre con una tesi sulla comunità pakistana.
Esordisce nella stagione televisiva 2004-2005 come VJ di Magic TV, in cui conduce il programma VJ & Friends. Dal 2007 al 2014 è conduttrice del canale televisivo Sky Inside. Nel luglio 2012 ha condotto per Nat Geo Adventure il programma Andventure Londra con Fabio Mastropasqua.
Nella stagione 2014-2015 passa a Rai Radio 2, dove affianca Max Giusti nella conduzione della quinta edizione del programma Radio 2 SuperMax. Partecipa anche allo spin-off televisivo del programma intitolato SuperMax TV, in onda su Rai 2 da settembre a dicembre 2014. Sempre assieme a Max Giusti, presenta l'annuale serata di premiazione dei campioni italiani di tennis intitolata La festa delle stelle, trasmessa da SuperTennis il 13 dicembre 2015. Nel 2016 conduce la ventunesima edizione del Premio Louis Braille, in onda il 18 settembre in seconda serata su Rai 1.
Ha presentato per quattro anni il concerto di Capodanno di Roma al Circo Massimo e dal 2015 è la presentatrice delle Giornate Professionali di Cinema organizzate a Sorrento da ANEC. Il 26 agosto 2019 presenta su Rai 1 il reportage Off11 dedicato all'undicesima edizione del Festival cinematografico di Ortigia, trasmesso in seconda serata.

## Programmi televisivi
- VJ & Friends (Magic TV, 2004-2005)
- Conduttrice di Sky Inside (2007-2014)
- Adventure Londra (Nat Geo Adventure, 2012)
- SuperMax TV (Rai 2, 2014)
- La festa delle stelle (SuperTennis, 2015)
- Premio Louis Braille (Rai 1, 2016)
- Ortigia Film Festival (Rai 1 , 2019)

## Radio
- Radio 2 SuperMax (Rai Radio 2, 2014-2015)
- Radio 1 Musica (Rai Radio 1, 2015)

## Filmografia

### Cinema
- Senza tempo, regia di Gabriele Muccino – cortometraggio (2009)
- Sole a catinelle, regia di Gennaro Nunziante (2013)
- Made in Italy, regia di Luciano Ligabue (2018)

### Televisione
- R.I.S. Roma 2 - Delitti imperfetti, regia di Francesco Miccichè – serie TV, episodi 2x13 e 2x20 (2011)
- Rex – serie TV, episodio 3x07 (2013)
- Il bosco, regia di Eros Puglielli – miniserie TV (2015)
- Un posto al sole – Soap opera (2021-in corso)

### Videoclip
- In tutti i miei giorni di Raf (2004)

### Pubblicità
- WindTre (2020)